# Lars Christiansen
Lars Roslyng Christiansen  (18 de abril de 1972, Sønderborg, Dinamarca) fue un jugador profesional danés de balonmano. Su último equipo fue el Kolding IF. Con la selección de Dinamarca, ha conseguido, entre otros, dos Campeonatos Europeos en 2008 y 2012. En el Europeo de 2008, fue el máximo goleador, igualado con Nikola Karabatić e Ivano Balić, y también fue incluido en el equipo ideal del torneo.
Christiansen ha jugado 338 partidos para la selección danesa, marcando 1503 goles. Es actualmente, el jugador con más partidos y más goles marcados con su selección.

## Equipos
- Ribe HK (1990-1992)
- Kolding IF (1992-1996)
- SG Flensburg-Handewitt (1996-2010)
- Kolding IF (2010-2012)

## Palmarés

### Kolding IF
- Liga de Dinamarca (1993 y 1994)
- Copa de Dinamarca (1993)

### SG Flensburg-Handewitt
- Liga de Alemania (2004)
- Copa de Alemania (2003, 2004 y 2005)
- Copa EHF (1997)
- Recopa de Europa (2001)

### Selección nacional

#### Campeonato de Europa
- Medalla de Bronce en el Campeonato Europeo de Balonmano Masculino de 2002.
- Medalla de Bronce en el Campeonato Europeo de Balonmano Masculino de 2004.
- Medalla de Bronce en el Campeonato Europeo de Balonmano Masculino de 2006.
- Medalla de Oro en el Campeonato Europeo de Balonmano Masculino de 2008.
- Medalla de Oro en el Campeonato Europeo de Balonmano Masculino de 2012.

#### Campeonato del Mundo
- Medalla de Bronce en el Campeonato Mundial de Balonmano Masculino de 2007.
- Medalla de Plata en el Campeonato Mundial de Balonmano Masculino de 2011.

### Consideraciones personales
- Máximo goleador de la Liga de Alemania (2003 y 2005)
- Máximo goleador del Europeo (2008)
- Elegido mejor extremo izquierdo del Europeo (2008)